# 赤目現象

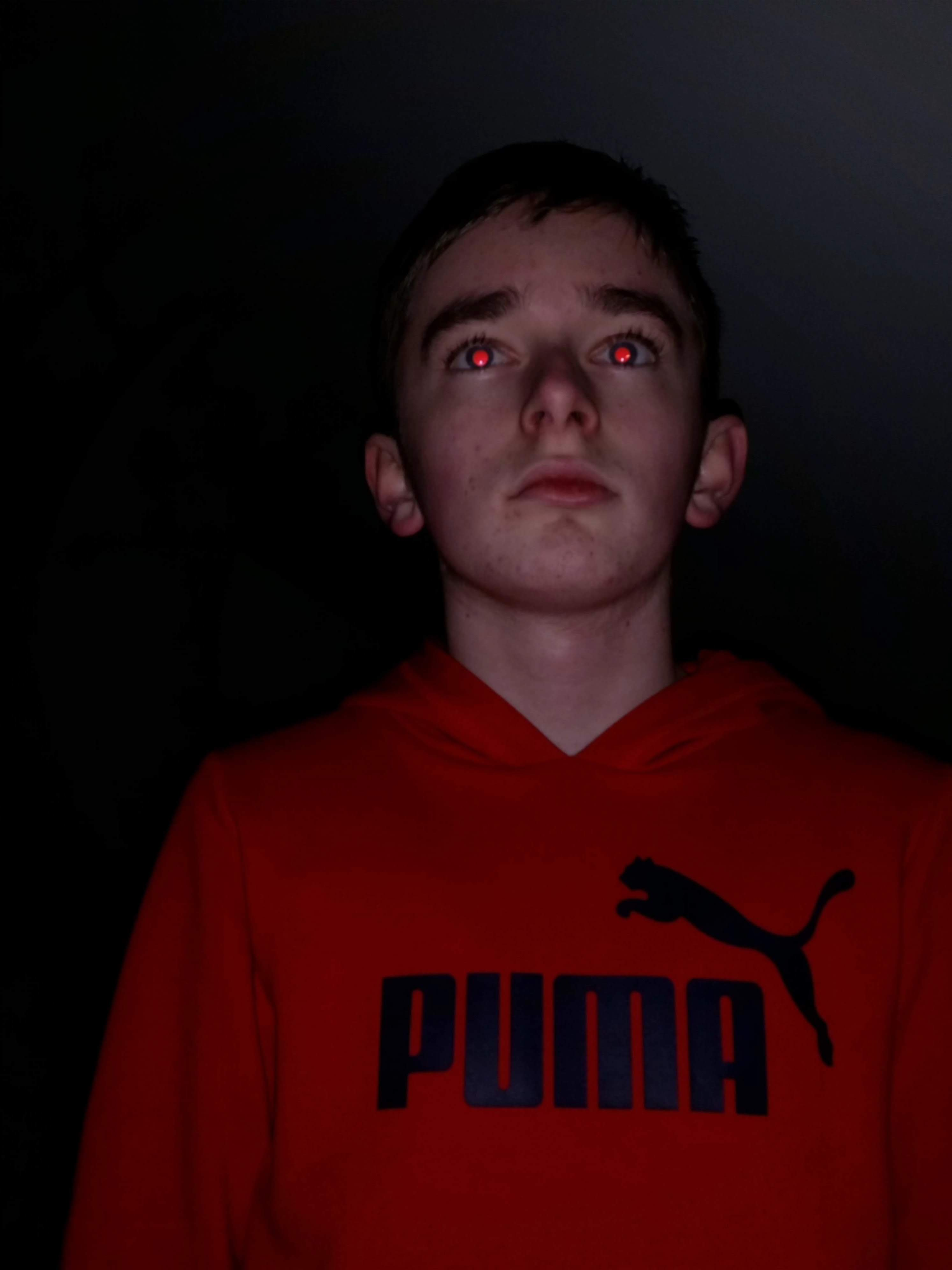
赤目現象

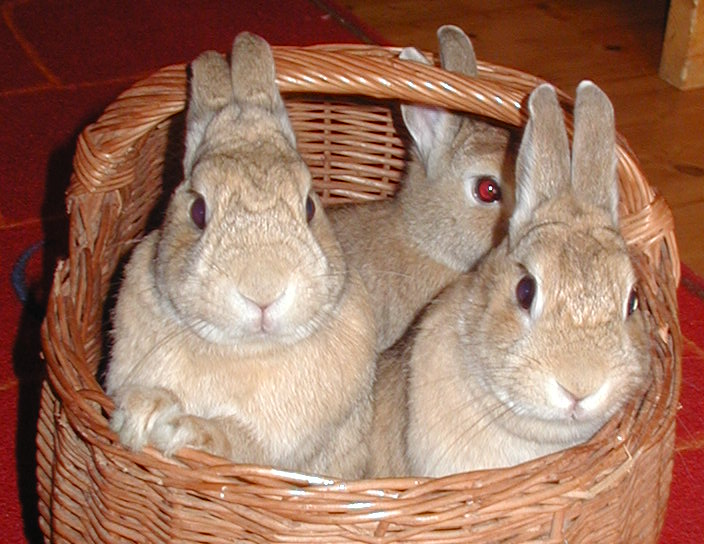
赤目現象は動物にも見られる

赤目現象（あかめげんしょう、Red-eye effect）とは、フラッシュを使って写真を撮影した時、人物などの目が赤く写る現象をいう。赤目効果（あかめこうか）とも言う。

## 赤目の原因
フラッシュの光は高速であるため、目の虹彩によって瞳孔を閉じる時間がない。そのため、光は血管が多い網膜に直接届き、光で照らされた網膜が写真に写され、赤くなる。この原理は眼底検査にも使われている。
赤外線で撮影した写真やビデオでも、目が異常に輝いて写る。これも原因は同じで、網膜が光を反射しているためである。
一般に、虹彩が灰色や青などの色の薄い人や、子供が赤目になりやすい。虹彩の色が薄いとメラニン色素が少ないため、網膜に届く光が多くなり、子供は瞳孔の収縮や拡大が極端で、暗いところでは瞳孔を大きく開けていることが多いためである。
多くの種の動物には、夜間の視力を強化するために網膜の後ろに光を反射する輝板と呼ばれる組織がある。そのような動物を撮影すると赤目現象はさらに強調される。また、輝板の反射光は赤とは限らないため、目が様々な色で光るという現象になる。例えば、ネコをフラッシュで撮影してみると、その目は青/黄色/ピンク/緑など様々に輝く。暗闇でネコやトラ、ヒョウなどを撮影した際に目が青白く光って見えるのは、同様の原理に基づく。

## 赤目を防ぐ方法
赤目を防ぐ方法はいくつかある。

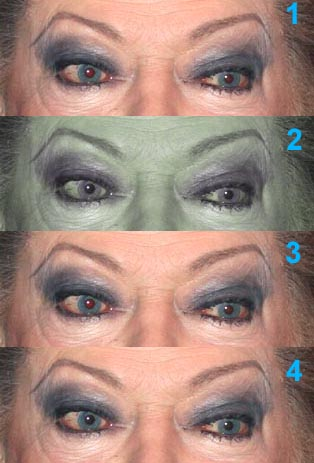
Adobe Photoshopなどのグラフィックソフトウェアを使って赤目を補正する方法はいくつかある。ここで示した方法はレイヤーによる混合を使った方法である。

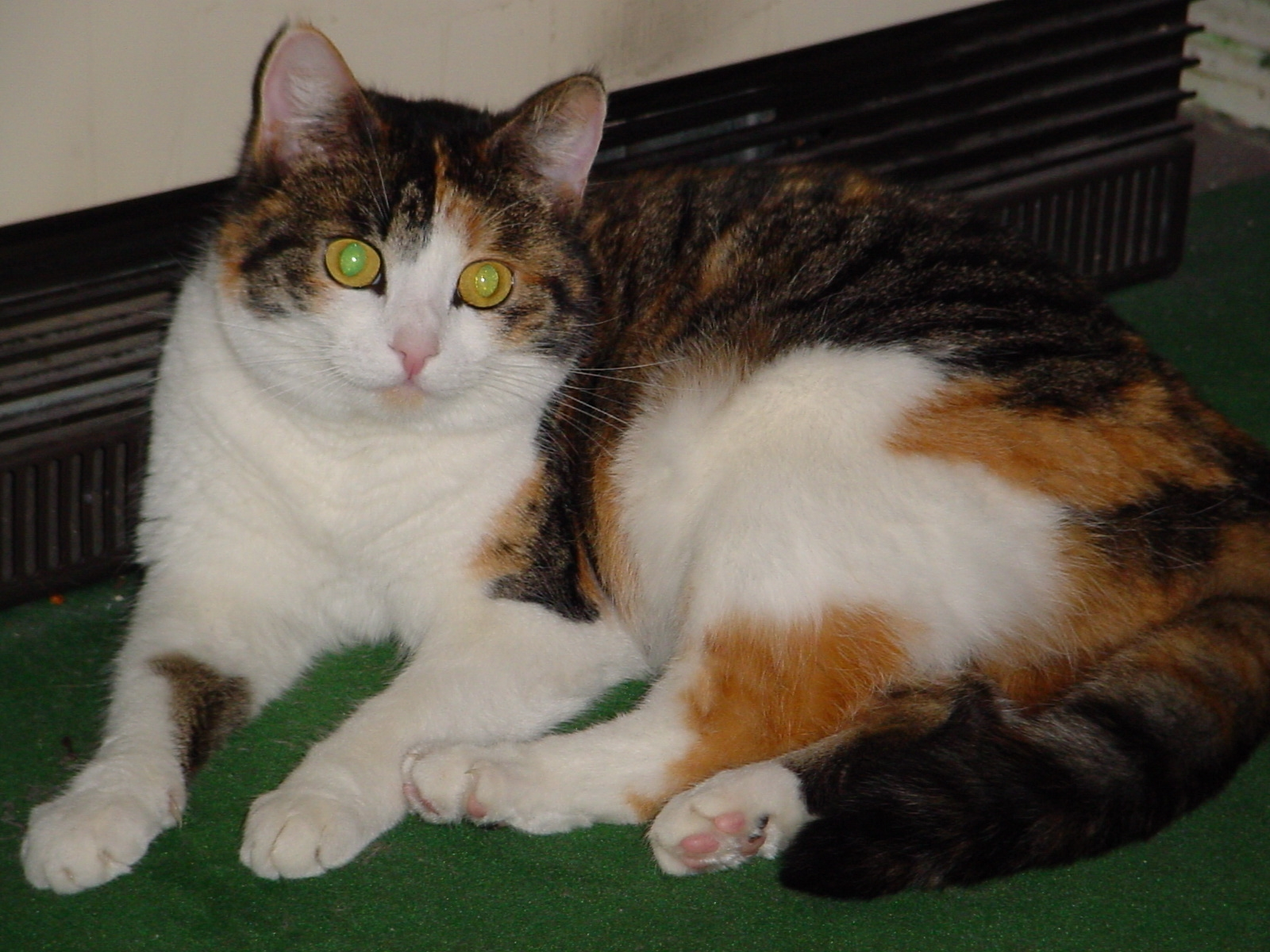
ネコの場合、赤目現象は赤く見えない。

- フラッシュを使わないで撮影する。明るい場所で撮影する、レンズの絞りを開ける、ISO感度を上げる（高感度フィルムを使う）、シャッター速度を遅くする、増感現像する、後からデジタル画像編集で明るさを増強するなどで補う。
- 部屋の照明を明るくしておく。瞳孔が元々若干閉じ気味になる事で赤目が起きにくくなる。
- フラッシュの光を直接被写体に当てず、天井や壁、またはプロが使う反射板に向けて、その反射光を被写体に当てる。フラッシュの光が拡散されて目に届くため、赤目が起きにくくなる。こうした手法は、間接フラッシュやバウンス撮影と呼ばれる。
- フラッシュをカメラから離し、光が斜めから目に入るようにする。反射光は直接カメラに入ってこなくなるため、赤目が起きにくくなる。フラッシュがカメラ内蔵型でない場合、フラッシュとカメラの距離が被写体とカメラの距離の1/20以上であればよい。例えば、被写体との距離が2mなら、レンズとフラッシュの距離が10cm以上あればよい。特に110フィルムを使うポケットカメラは小型なためレンズとフラッシュが近く赤目現象が起こり易い。その対策としてカメラとフラッシュキューブの間に挿入する長さ10cm程度の棒状のアダプター（エクステンダーと呼ばれる）が用いられることがある。
- カメラに備わっている赤目軽減機能を使う。これは一般に撮影の直前にフラッシュを少し光らせ、瞳孔を閉じさせてから再度フラッシュを光らせて撮影するものである。AF補助光がある機種ではこれを赤目軽減に使うこともある。ただし、フラッシュが事前に光ったときにたまたま被写体がまばたきしていると効果がなくなる。また、瞳孔が極端に閉じた状態の写真は不自然に感じられる。
- 被写体がカメラのレンズを見つめないようにする。例えば撮影者の肩のあたりを見るよう指示する。
- 画像編集ソフトウェアの、赤目を修正する機能を使う。ただし、一般にボタン1つでできるというわけではない。完全自動で赤目を修正する機能を持つソフトウェアもあるが、その確実性は100%ではない。

## 白目（白色瞳孔）
目の悪性腫瘍の一種である網膜芽細胞腫は、赤目ではなく白く写ることがある。これを白色瞳孔と呼ぶ。
また、薬物には虹彩の動きを鈍くするものがあり、そのような薬物を摂取した被写体では、赤目を防ぐ各種方法が役に立たないことがある（散瞳）。ベラドンナの実から抽出されるスコポラミンはそのような働きがあり、これはかつて、瞳孔が大きいと美しく見えると考えられていたため、毒性物質であるにもかかわらず一種の化粧品として使用されていた。ちなみに、「ベラドンナ」はイタリア語で「美しい女性」という意味合いである。